# Le Born (Haute-Garonne)
Le Born település Franciaországban, Haute-Garonne megyében. Lakosainak száma 658 fő (2022. január 1.). Le Born Verlhac-Tescou, Beauvais-sur-Tescou, Villemur-sur-Tarn és Montvalen községekkel határos.

## Népesség
A település népességének változása:
| Lakosok száma | 186  | 266  | 303  | 328  | 484  | 513  | 548  | 593  | 619  | 658  |
|               | 1968 | 1982 | 1990 | 2006 | 2013 | 2015 | 2017 | 2019 | 2020 | 2022 |